# Diocesi di Juína
La diocesi di Juína (in latino: Dioecesis Iuinensis) è una sede della Chiesa cattolica in Brasile suffraganea dell'arcidiocesi di Cuiabá. Nel 2021 contava 112.220 battezzati su 175.346 abitanti. È retta dal vescovo Neri José Tondello.

## Territorio
La diocesi comprende la microregione di Aripuanã, per un totale di 8 comuni nell'estremo nord-ovest dello Stato brasiliano del Mato Grosso: Juína, Rondolândia, Aripuanã, Colniza, Cotriguaçu, Juruena, Castanheira e Brasnorte. Confina a nord con lo stato di Amazonas e a ovest con la Rondônia.
Sede vescovile è la città di Juína, dove si trova la cattedrale del Sacro Cuore di Gesù.
Il territorio si estende su una superficie di 120.933 km² ed è suddiviso in 12 parrocchie, tre a Juína, due a Cotriguaçu e una in ciascun altro comune.

## Storia
La diocesi fu eretta il 23 dicembre 1997 con la bolla Ad plenius consulendum di papa Giovanni Paolo II, ricavandone il territorio dalla diocesi di Ji-Paraná, eccezion fatta per il comune di Brasnorte fino ad allora appartenuto alla diocesi di Diamantino.
Dal 21 al 23 aprile 2006 si è tenuto a Juína il primo congresso eucaristico diocesano.

## Cronotassi dei vescovi
Si omettono i periodi di sede vacante non superiori ai 2 anni o non storicamente accertati.
- Franco Dalla Valle, S.D.B. † (23 dicembre 1997 - 2 agosto 2007 deceduto)
- Neri José Tondello, dal 12 novembre 2008

## Statistiche
La diocesi nel 2021 su una popolazione di 175.346 persone contava 112.220 battezzati, corrispondenti al 64,0% del totale.
| anno | popolazione | popolazione | popolazione | presbiteri | presbiteri | presbiteri | presbiteri                | diaconi | religiosi | religiosi | parrocchie |
| anno | battezzati  | totale      | %           | numero     | secolari   | regolari   | battezzati per presbitero | diaconi | uomini    | donne     | parrocchie |
| ---- | ----------- | ----------- | ----------- | ---------- | ---------- | ---------- | ------------------------- | ------- | --------- | --------- | ---------- |
| 1999 | 85.000      | 90.000      | 94,4        | 9          |            | 9          | 9.444                     |         | 10        | 16        | 6          |
| 2000 | 85.000      | 90.000      | 94,4        | 14         | 1          | 13         | 6.071                     |         | 14        | 20        | 8          |
| 2001 | 90.905      | 96.989      | 93,7        | 17         |            | 17         | 5.347                     |         | 18        | 20        | 9          |
| 2002 | 101.218     | 110.418     | 91,7        | 18         | 2          | 16         | 5.623                     |         | 18        | 19        | 9          |
| 2003 | 105.551     | 115.807     | 91,1        | 17         | 2          | 15         | 6.208                     |         | 15        | 33        | 9          |
| 2004 | 124.380     | 138.200     | 90,0        | 15         | 4          | 11         | 8.292                     |         | 13        | 35        | 9          |
| 2006 | 126.593     | 140.000     | 90,4        | 18         | 8          | 10         | 7.032                     |         | 11        | 32        | 10         |
| 2013 | 137.300     | 152.600     | 90,0        | 19         | 10         | 9          | 7.226                     |         | 10        | 18        | 11         |
| 2016 | 140.700     | 156.300     | 90,0        | 19         | 16         | 3          | 7.405                     |         | 4         | 21        | 11         |
| 2019 | 100.907     | 158.909     | 63,5        | 25         | 22         | 3          | 4.036                     | 10      | 3         | 15        | 11         |
| 2021 | 112.220     | 175.346     | 64,0        | 24         | 24         |            | 4.675                     | 10      |           |           | 12         |